# ...Oggi
...Oggi è un album della cantante Nilla Pizzi inciso nel 1982 su etichetta Ricordi.
Tra gli autori del brano Vicino alla marina compare il nome Pide: non è altro che la Pizzi stessa, che ne ha scritto il testo.

## Tracce
Lato A
1. Mandolino (testo: Danpa – musica: Virgilio Panzuti)
2. Dormi, mia bella (testo: Danpa – musica: Virgilio Panzuti, Vitros)
3. L'edera (testo: Vincenzo D'Acquisto – musica: Saverio Seracini)
4. No mamma Salvatore non mi va (testo: Danpa, Vittorio Alberti – musica: Virgilio Panzuti, Ignazio Privitera)
5. Fantasia (testo: Guido Felicani – musica: Mauro Sighinolfi e Guido Felicani)
6. Vicino alla marina (El rancho grande) (testo: Pide – musica: Carlo Cordara)

Lato B
1. Chitarra messicana (testo: Danpa – musica: Mac Gillar)
2. Grazie dei fiori (testo: Gian Carlo Testoni e Mario Panzeri – musica: Saverio Seracini)
3. Canta Canarito (testo: Danpa – musica: Virgilio Panzuti)
4. Saudade (Nostalgia) (testo: Danpa – musica: Mac Gillar)
5. Papaveri e papere (testo: Nino Rastelli e Mario Panzeri – musica: Vittorio Mascheroni)
6. Mexico amore (testo: Danpa – musica: Mac Gillar)